# Гарцула Ярослав Іванович
Яросл́ав Ів́анович Гарц́ула (нар. 9 січня 1956, село Вуйковичі, Мостиський район, Львівська область) — Почесний Консул Його Величності Короля Бельгії у Західному регіоні України. Перший громадянин України, який отримав найвищу нагороду Королівства Бельгія - Орден Леопольда І, ступінь "Кавалер ордену" (Chevalier De L`ordre De Leopold, Belgium)

## Освіта
- 1973—1974 рр. — технічне училище № 1 при Львівському мотозаводі, спеціальність «слюсар-електромонтажник промислової апаратури ІІІ розряду»
- 1974—1978 рр. — Львівський державний інститут фізичної культури, кваліфікація викладача фізичного виховання, тренер зі спортивної гімнастики (кафедра Віктора Чукаріна — дворазового чемпіона Олімпійських ігор зі спортивної гімнастики)
- 1984—1989 рр. — Львівський лісотехнічний інститут (заочне відділення), кваліфікація інженера лісового господарства
- 2008—2010 рр. — Ceran International School (Бельгія), Вища міжнародна бізнес-школа
- 2018—2019 рр. — Національний університет "Львівська політехніка", кваліфікація: ступінь вищої освіти магістр, спеціальність "Менеджмент"

## Місця роботи
- 1978—1981 рр. — асистент кафедри фізичного виховання Львівського державного університету ім. І. Франка
- 1981—1982 рр. — викладач кафедри фізичного виховання Львівського державного медичного інституту
- 1982—1985 рр. — заступник секретаря комітету комсомолу Львівського державного медичного інституту
- 1985 р. — інструктор відділу культурно-масової роботи Львівського обласного комітету комсомолу
- 1986—1989 рр. — завідувач сектором профілактики та попередження правопорушень серед молоді Львівського обласного комітету комсомолу
- 1989—1990 рр. — начальник бюро побутових послуг Львівського автобусного заводу
- 1990—1991 рр. — директор фірми «Галичина» (торгівля промисловими та непромисловими товарами)
- 1991—1993 рр. — начальник відділу міжгалузевих програм фірми «Інтеграл» (науково-технічні розробки та проекти)
- 1993—1996 рр. — комерційний директор фірми «Львів-Сан» (торгівля меблями)
- 1996—1997 рр. — заступник директора ЗАТ «ЯРСТ» (продаж аудіо- та відеотехніки)
- 1997—1999 рр. — начальник відділу маркетингу та збуту ТзОВ «Євро-граф» (торгівля меблями)
- 1999 р. — експерт ТзОВ «ВЕЕМ» (експорт та імпорт різних видів товарів)
- 1999—2000 рр. — заступник директора ПП «САМІРА»
- з 2000 р. — дотепер — директор та власник ПП «САМІРА» (ексклюзивний дилер бельгійської килимової фабрики «Balta Carpets»)

## Автор
- Книга «Бельгія така далека, така близька» (Львів, 2016 р.)

## Нагороди

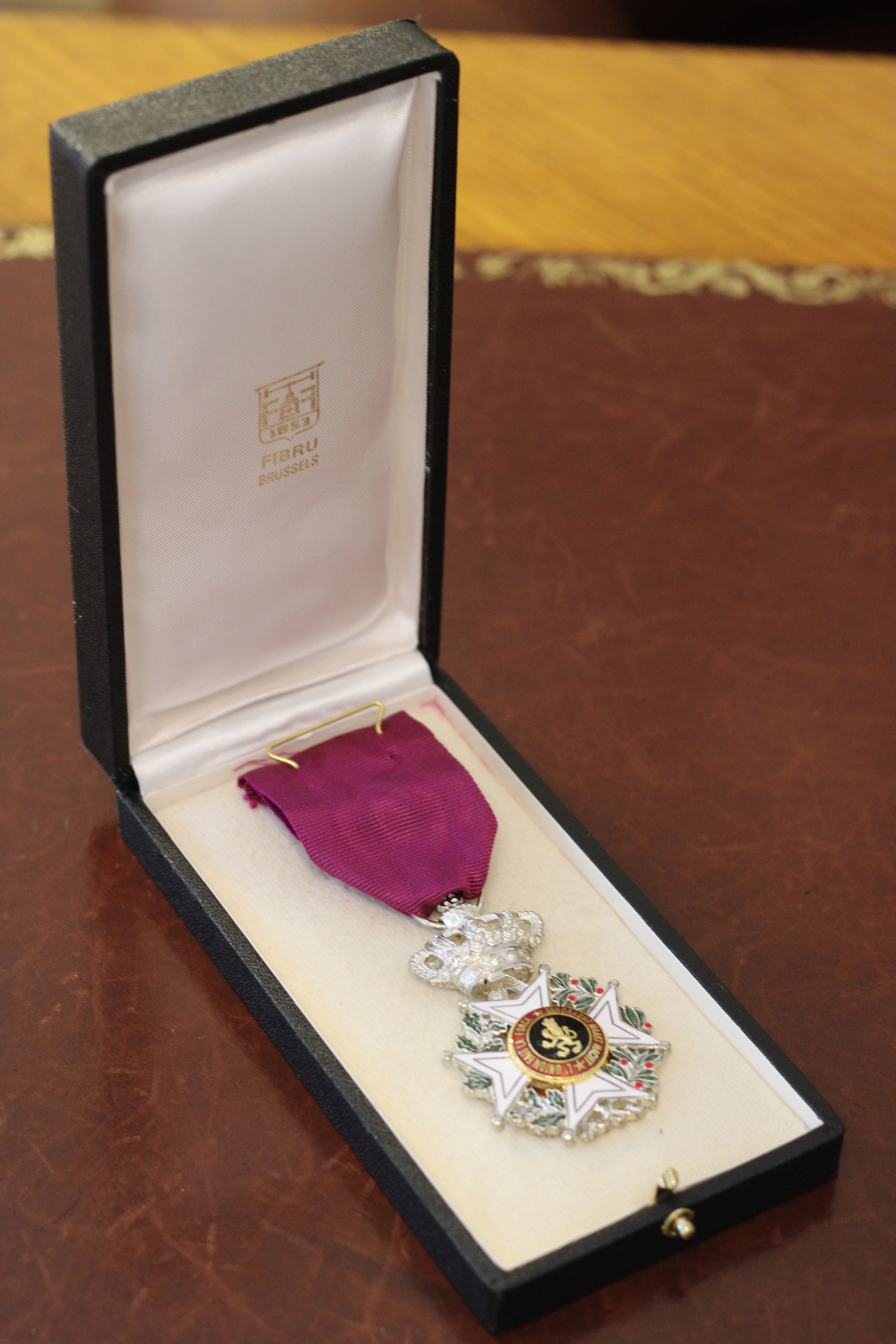

- Кавалер ордену ІІІ ступеня «За заслуги» (указ Президента України № 6971 від 23.08.2005 р.)
- Кавалер ордену ІІ ступеня «За заслуги» (указ Президента України № 10012009 від 03.12.2010 р.)
- Кавалер ордену І ступеня «За заслуги».
- Кавалер ордену ІІІ ступеня «Суспільне визнання» (22.11.2004 р.)

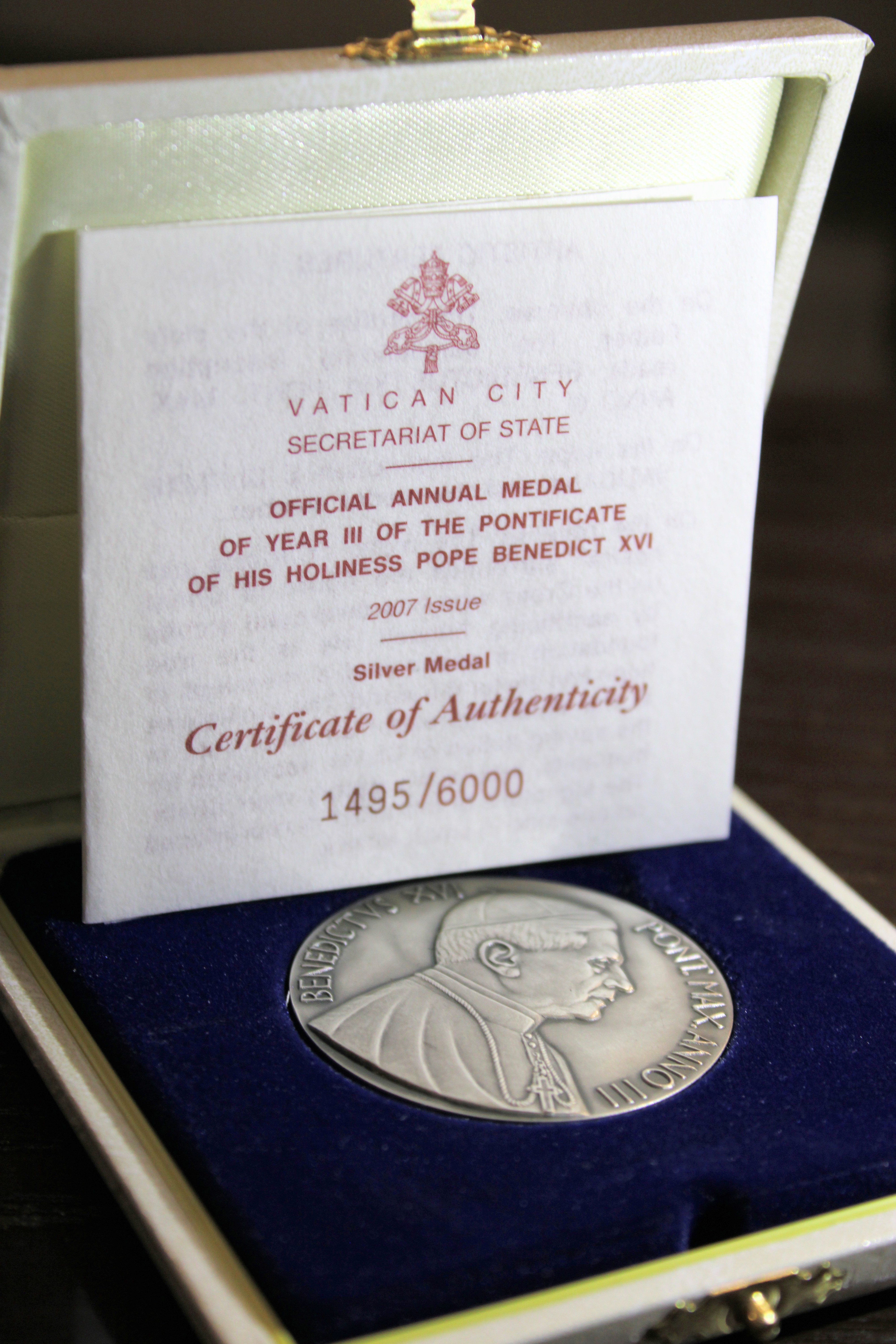

- Почесна грамота та медаль Верховної Ради україни.
- Грамота Представництва МЗС України у Львівській області за активну дипломатичну діяльність

- Ordre de Léopold,Chevalier De L`ordre De Leopold, Belgium (Орден Леопольда, ступінь "Кавалер ордену", Бельгія)

Найдавніша та найважливіша нагорода на національному рівні у Бельгії. Згідно зі Законом від 11.07.1832 р. ця нагорода присуджується людям з високим статусом, яких відзначають за багаторічну діяльність або за видатні заслуги; вручається виключно після затвердження Королем Бельгії.
Ярослав Гарцула нагороджений за внесок та відданість зміцненню економічних та культурних зв'язків між Україною та Королівством Бельгія.
- Medaglia Pontifica (Certificate of Authenticity 1495/6000)

Номерна срібна медаль, яка створені Італійським державним інститутом друкарства та монетного двору. Офіційна щорічна медаль ІІІ року Понтифікату Святішого Папи Бенедикта XVI. Медаль пронумерована та супроводжується гарантійним посвідченням із сухим штемпелем Державного секретаріату та Італійського монетного двору в елегантному офіційному Ватиканському корпусі.

## Спортивні нагороди
- Майстер спорту міжнародного класу з аквабайків (наказ Міністерства України у справах сім'ї, молоді та спорту № 3262 від 25.09.2006 р.)
- Триразовий чемпіон України (2003 р., 2004 р., 2005 р.)
- Володар Кубку України (2005 р.)
- Міжнародний клас професіоналів IJSBA
- Призер чемпіонатів Європи та світу

## Факти
- Вінчання Ярослава Гарцули та його дружини Ольги Мельник відбулося у Ватикані, де закохану пару поблагословив сам Папа Римський Франциск.

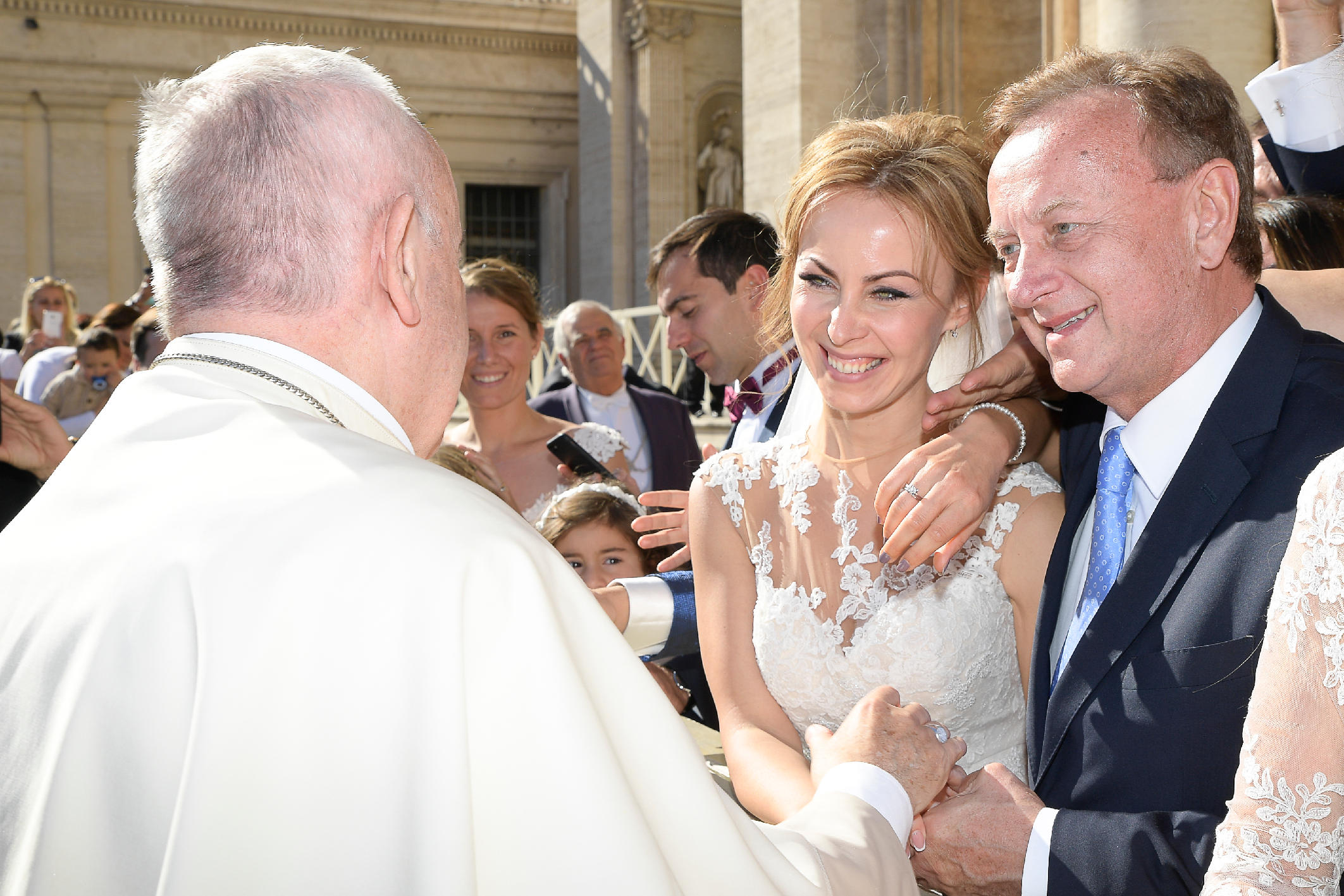

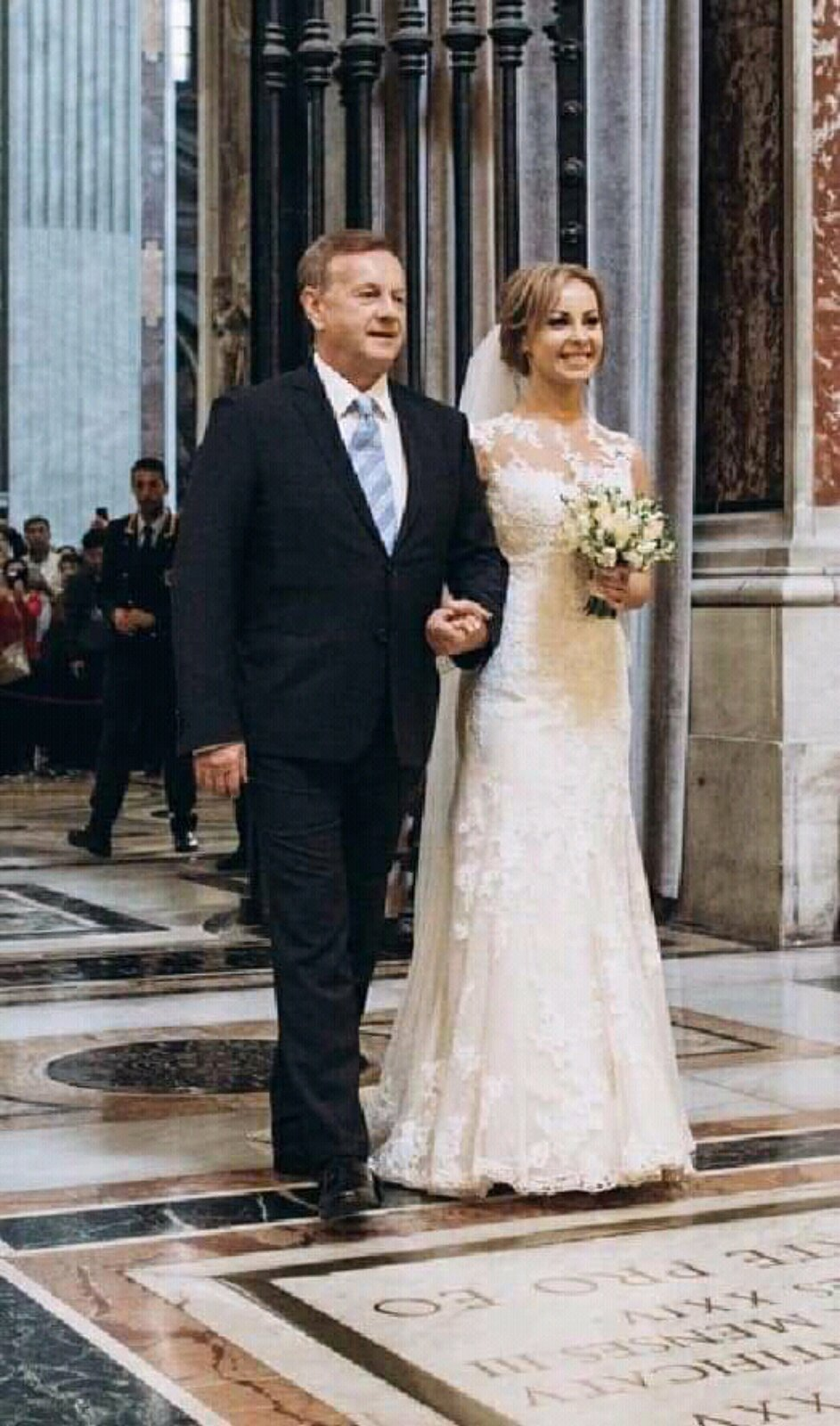